# 岡山県道392号百谷寺元線
岡山県道392号百谷寺元線（おかやまけんどう392ごう ももだにてらもとせん）は、岡山県苫田郡鏡野町を通る一般県道である。

## 概要
苫田郡鏡野町百谷と苫田郡鏡野町寺元を結ぶ。

### 路線データ
- 起点：苫田郡鏡野町百谷（岡山県道75号加茂奥津線交点）
- 終点：苫田郡鏡野町寺元（寺元交差点）
- 総延長：9.3 km

## 歴史
- 1993年（平成5年）5月11日 - 建設省から、県道加茂寺元線の一部を加茂奥津線として主要地方道に指定される[1]。
- 1994年（平成6年）4月1日 - 岡山県告示第250号により認定される。

前身は岡山県道392号加茂寺元線。岡山県道75号加茂奥津線に移行しなかった部分が本路線に移行した。

## 地理

### 通過する自治体
- 苫田郡鏡野町

### 交差する道路
| 交差する道路            | 交差する場所 | 交差する場所 |
| ----------------------- | ------------ | ------------ |
| 岡山県道75号加茂奥津線  | 百谷         | 起点         |
| 岡山県道343号藤屋津山線 | 香々美       |              |
| 岡山県道338号市場津山線 | 香々美       | 香々美交差点 |
| 国道179号               | 竹田         |              |

### 沿線
- 津山街道 - 津山と倉吉を結ぶ街道。苫田郡鏡野町百谷（起点） - 苫田郡鏡野町香々美。
- 万葉のみち
- 香々美北郵便局
- 鏡野町立香々美小学校
- 鏡野町立大野小学校
- 鏡野町立鏡野中学校
- 鏡野町役場
- ペスタロッチ館
- 鏡野町文化スポーツセンター
- 鏡野町国民健康保険病院